# Kai (Mortal Kombat)
Kai es un personaje ficticio de la serie de videojuegos de lucha, Mortal Kombat. Apareció por primera vez en Mortal Kombat 4. Luego apareció en Mortal Kombat Deception como personaje no jugable y finalmente en Mortal Kombat Armageddon como personaje seleccionable.

## Biografía ficticia
Lo único que se sabe es que Kai nació en el reino de la tierra. es mitad afroamericano y mitad asiático. Él es un exmiembro de la sociedad del Loto Blanco. Fue reclutado por Liu Kang.
Durante los acontecimientos de Mortal Kombat 4, Liu Kang y Kai se unieron a los Guerreros de la Tierra en Edenia para ayudar a Raiden en su batalla contra el dios caído Shinnok. En su ending, luego de la derrota de Shinnok se lo ve a Kai en la cima de una montaña cuando de repente Raiden aparece y le dice que es un verdadero guerrero shaolin. Kai le responde que su objetivo en su vida es seguir aprendiendo artes marciales y Raiden le regala su bastón mágico como una guía de conocimiento. Kai se lo agradece y le dice que no lo va a defraudar.
En Mortal Kombat Deception Kai es un personaje no jugable.hace su aparición en dos lugares diferentes:
La primera es en el modo arcade siendo uno de los prisioneros en el escenario de la prisión
La segunda es en el modo konquista, en una misión secundaria donde Shujinko lo encuentra en una cueva en el Outworld, donde Kai le da el bastón que Raiden le regaló en Mortal Kombat 4.
En Mortal Kombat Armageddon, Kai vuelve a aprecer como personaje jugable. En su ending, Kai absorbe parte del poder de blaze y de la nada se comunica mentalmente con el ser único donde ve todos los acontecimientos pasados pero cuando intenta ver hacia el futuro no ve nada.

## Apariciones de Kai
- Mortal Kombat 4
- Mortal Kombat Gold
- Mortal Kombat: Deception
- Mortal Kombat: Unchained
- Mortal Kombat: Armageddon